# Hedgehog

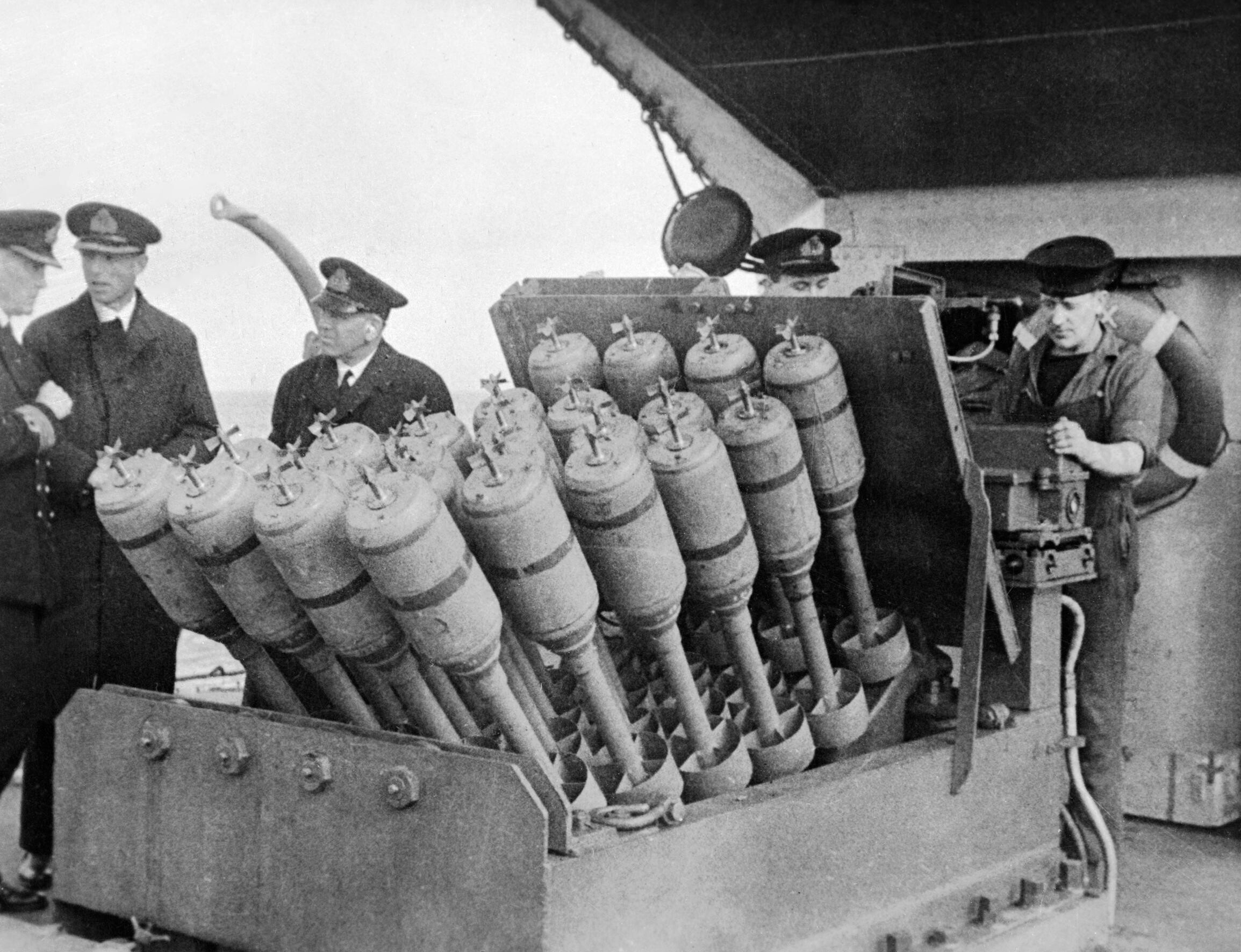
Wyrzutnia Hedgehog na okręcie HMS „Westcott”, 1945

Hedgehog (ang. jeż) – wieloprowadnicowy miotacz rakietowych bomb głębinowych do zwalczania okrętów podwodnych w przedniej półsferze przed okrętami nawodnymi, konstrukcji brytyjskiej, wprowadzony podczas II wojny światowej.

## Powstanie i rozwój
Hedgehog, określany w polskiej literaturze jako „jeż” (od tłumaczenia angielskiej nazwy), został opracowany po pierwszych doświadczeniach bitwy o Atlantyk, kiedy to pojawiła się potrzeba wprowadzenia broni atakującej niemieckie okręty podwodne w bezpiecznej dotąd dla U-Bootów strefie przed okrętem nawodnym. Broń służącą do ataku w tej martwej strefie usiłowano opracować już przed wybuchem wojny, jednak z powodu niedoceniania przez Admiralicję brytyjską znaczenia okrętów podwodnych oraz nawodnych okrętów eskortowych, program rozwoju broni o polu rażenia w przedniej półsferze został przerwany.
Pod wpływem strat zadawanych żegludze brytyjskiej w pierwszych latach wojny przez niemieckie okręty podwodne, program został wznowiony ostatecznie pod koniec 1941 roku. Nową broń skierowano do testów na niszczycielu HMS „Westcott”, w następnym zaś roku podjęto jego produkcję. Montowano ją przede wszystkim na okrętach przeznaczonych do eskortowania konwojów, głównie fregatach, eskortowcach i starszych niszczycielach przebudowywanych na niszczyciele eskortowe (na przykład ORP Burza), często na miejscu demontowanego działa na dziobie. Stosowano ją także na okrętach innych klas używanych do eskorty konwojów, na przykład na korwetach i oceanicznych trałowcach. Pierwszy okręt podwodny zatopiono za pomocą „jeża” dopiero w listopadzie 1942 roku; wzrost skuteczności nastąpił po dopracowaniu taktyki użycia i wprowadzeniu nowszych sonarów w 1944 roku.
System ten następnie był stosowany także w marynarkach innych państw alianckich, w tym na okrętach amerykańskich i, za pośrednictwem programu pomocy Lend-Lease Act, radzieckich (od 1943 roku). Amerykanie opracowali również własną zbliżoną broń o nazwie Mousetrap. Hedgehog stosowany był także po II wojnie światowej w marynarkach wielu państw, używających brytyjskich lub amerykańskich okrętów. Z kolei w ZSRR od 1949 roku produkowano jego zmodyfikowaną kopię o oznaczeniu MBU-200, rozwiniętą w 1956 roku w system MBU-600 o większym zasięgu (650 metrów). W marynarce brytyjskiej Hedgehog został zastąpiony po wojnie przez miotacz Squid, który wszedł do użycia jeszcze podczas wojny.

## Opis konstrukcji i użycia
Hedgehog był 24-prowadnicowym miotaczem niekierowanych bomb głębinowych (określanych w części literatury jako granaty głębinowe lub pociski rakietowe), napędzanych silnikiem rakietowym na stały materiał pędny, miotanych z mechanizmu analogicznego do moździerza trzonowego (konstrukcja „jeża” wywodziła się od granatnika przeciwpancernego o konstrukcji moździerza trzonowego, zwanego Blacker Bombard, od nazwiska konstruktora).
W odróżnieniu od typowych bomb głębinowych, które wybuchały na żądanej głębokości, rażąc okręt podwodny o ile znajdował się w polu wybuchu, pociski „jeża” miały zapalniki kontaktowe, wybuchające jedynie przy trafieniu w okręt podwodny. Miało to takie zalety, jak brak zakłócenia pracy stacji hydrolokacyjnej przez wybuchy bomb w przypadku braku trafienia w okręt podwodny oraz możliwość szybkiej weryfikacji, czy cel został trafiony. Odpadała również konieczność ustalania głębokości, na jakiej znajdował się okręt podwodny i nastawiania odpowiedniej głębokości wybuchu bomb. W odróżnieniu od bomb głębinowych, pociski „jeża” wystrzeliwane były przed dziób okrętu, więc atak mógł nastąpić szybciej i nie było również konieczności przepłynięcia nad pozycją okrętu podwodnego w celu zaatakowania go zrzutniami lub miotaczami bomb głębinowych znajdującymi się na rufie, który to manewr powodował z reguły zerwanie kontaktu stacji hydrolokacyjnej z okrętem podwodnym i zwiększał szanse wykonania przez niego uniku (przy podpłynięciu bliżej, niż 140–90 metrów do okrętu podwodnego, wychodził on z reguły spod wiązki stacji hydrolokacyjnej, po czym około 10–18 sekund zajmowało nadpłynięcie nad ustaloną pozycję i dalsze 8–28 sekund – wybuch zrzuconych bomb głębinowych, zależnie od ich szybkości tonięcia i żądanej głębokości). W rezultacie, broń ta charakteryzowała się, po dopracowaniu taktyki użycia, większą skutecznością zwalczania okrętów podwodnych, niż konwencjonalne bomby głębinowe.
W celu uzyskania odpowiednio dużego prawdopodobieństwa trafienia, po zlokalizowaniu okrętu podwodnego, pociski „jeża” odpalane były po dwie, w odstępach 0,1–0,2 sekundy – cała salwa trwała 1,5–2 sekundy. Dzięki rozstawieniu prowadnic wyrzutni, wpadały do wody w odległości około 200 metrów przed dziobem okrętu (250 metrów w późniejszych modelach), pokrywając powierzchnię w kształcie elipsy o wymiarach około 45 × 35 metrów. W przypadku trafienia jednej z bomb w okręt podwodny, zwykle wybuchały też pozostałe bomby na skutek fali uderzeniowej. W przeciwnym wypadku, uszkodzenia okrętu podwodnego od wybuchu jednej lub kilku bomb bywały niewielkie.
Sama wyrzutnia składała się ze skrzyni z 24 nachylonymi prętami, służącymi jako prowadnice, na których nasadzone były tuleje pocisków. Materiał miotający znajdował się w tulejach. Wyrzutnia była obracana elektrycznie na 25–30 stopni na boki. Późne wersje były stabilizowane. Ponowne załadowanie wyrzutni zajmowało około 3 minut.
Poważną wadą „jeża” była duża masa wyrzutni – około 13 ton i odrzut przy oddawaniu salwy, co uniemożliwiało zainstalowanie tego typu wyrzutni na małych okrętach patrolowych. Wady tej pozbawiony był amerykański odpowiednik tej broni Mousetrap.

## Dane techniczne
- masa pocisku: 29,5 kg
- masa materiału wybuchowego: 15,9 kg
- średnica pocisku: 180 mm
- zasięg broni: około 200–250 m
- prędkość opadania w wodzie: 6,7–7,2 m/s